# Dzień dobry, panno Bliss
Dzień dobry, panno Bliss (ang. Good Morning, Miss Bliss, 1988–1989) – amerykański serial młodzieżowy nadawany przez stację Disney Channel od 30 listopada 1988 roku do 18 marca 1989 roku.

## Opis fabuły
Serial przedstawia życie panny Carrie Bliss (Hayley Mills), nauczycielki gimnazjum im. Johna F. Kennedy'ego w Indiana, do której uczęszczają uczniowie – Zack (Mark-Paul Gosselaar), Lisa (Lark Voorhies), Samuel (Dustin Diamond), Mikey (Max Battimo) i Nikki (Heather Hooper).

## Obsada
- Hayley Mills jako Carrie Bliss
- Dennis Haskins jako Richard Belding
- Joan Ryan jako panna Tina Paladrino
- Mark-Paul Gosselaar jako Zachary "Zack" Morris
- Max Battimo jako Mikey Gonzalez
- Dustin Diamond jako Samuel "Screech" Powers
- Heather Hooper jako Nicole "Nikki" Coleman
- Lark Voorhies jako Lisa Turtle
- T.K. Carter jako Mylo Williams